# 진실게임, 가짜를 찾아라
《진실게임, 가짜를 찾아라》는 SBS에서 2011년 11월 29일에 방영된 예능 프로그램이다. 시즌 1에 이어 3년 만에 부활하여 파일럿으로 방영되었다. 
하지만, 37세 할머니한테 억지스럽게 춤을 추게 한 장면이 '불필요함'을 느끼게 했다는 점, 출연진의 학습 등이 아쉬웠던 탓인지 정규 편성 무산됐는데 그나마 해당 프로그램 편성 당시  SBS의 목요일 심야 시간대는 2008년 가을개편 이후 신설 프로그램들(미스터리 특공대 강성연의 연애시대)이 1년을 넘기지 못했으며 금요일 9시 55분 시간대는 《기분좋은 밤》이 2001년 가을 막을 내린 뒤 편성된 신설 프로그램들(정극 제외)이 《박수홍, 박경림의 아름다운 밤》비롯하여   《맨투맨》을 빼면 모두 1년을 버티지 못했다.
그도 그럴 것이 해당 프로그램 MC 이휘재는 2008년 9월 15일 추석특집으로 편성된 <연애시대>를 배우 강성연과 공동 진행했으나  비슷한 포맷의 MBC <스타의 친구를 소개합니다> 메인 사회자로 활동했던 터라 2008년 정규 편성 때 진행자 목록에서 제외됐으며 이 당시  강성연 단독 진행으로 바뀐 한편 제목도 <강성연의 연애시대>로 
결정됐고 이 프로그램 종영 후 연예인들의 속풀이 프로그램으로 색다른 재미를 선사해 2009년 5월 7일 파일럿 편성된 <2009 좋은 친구들>이 아쉽게도 목요일 심야 시간에 정규 편성되지 못했는데 이 프로그램 공동 MC 이휘재 신정환이 당시 다른 예능 프로그램들에 고정 출연했던 터라 <2009 좋은 친구들> 스케줄마저 소화하기엔 무리가 있었으며 이 무렵 SBS는 <2009 좋은 친구들> 외에도 <탁재훈 김구라의 비행기>(기획의도를 살리지 못한 진행으로 혹평받음) <황금나침반>(텐프로 출입 여성과 바람둥이 남자 출연 등으로 화제가 됐지만 선정성이 문제가 됨)이 정규 편성되지 못했다.

## MC
- 이휘재

1. ↑  함상범 (2011년 11월 30일). “'진실게임2' 3년만의 귀환, 첫 방송 어땠나?”. 마이데일리. 2024년 9월 17일에 확인함.
2. ↑  함상범 (2011년 11월 30일). “'진실게임2' 3년만의 귀환, 첫 방송 어땠나?”. 마이데일리. 2024년 9월 17일에 확인함.
3. ↑  박세연 (2009년 7월 17일). “코너실험 ‘웃찾사’ 캐릭터로 승부, 유재석-박명수 능가할까”. 뉴스엔. 2024년 9월 17일에 확인함.
4. ↑  “[방송가]박예진 '타임머신' 진행자로 외”. 세계일보. 2001년 11월 8일. 2024년 9월 17일에 확인함.
5. ↑  김미영 (2008년 9월 9일). “이휘재-강성연, 연애 노하우 전수한다”. 마이데일리. 2024년 9월 17일에 확인함.
6. ↑  김국화 (2009년 5월 19일). “SBS 파일럿 ‘자기야’ ‘2009 좋은 친구들’ 정규 편성 확정”. OSEN. 2024년 9월 17일에 확인함.
7. ↑  김국화 (2009년 5월 19일). “SBS 파일럿 ‘자기야’ ‘2009 좋은 친구들’ 정규 편성 확정”. OSEN. 2024년 9월 17일에 확인함.